# Liste der Monuments historiques in Monthelon (Marne)
Die Liste der Monuments historiques in Monthelon führt die Monuments historiques in der französischen Gemeinde Monthelon auf.

## Liste der Objekte
| Bezeichnung                       | Beschreibung          | Standort                        | Kennzeichnung | Schutzstatus | Datum | Bild |
| --------------------------------- | --------------------- | ------------------------------- | ------------- | ------------ | ----- | ---- |
| Skulptur Heiliger Vinzenz         | Holz, 17. Jahrhundert | in der Kirche St-Nicolas (Lage) | PM51003339    | Inscrit      | 1993  |      |
| Prozessionsstab Heiliger Nikolaus | Holz, 18. Jahrhundert | in der Kirche St-Nicolas (Lage) | PM51003338    | Inscrit      | 1993  |      |